# Quidel
Quidel est une entreprise américaine de production de diagnostics médicaux.

## Histoire
En décembre 2021, Quidel annonce l'acquisition d'Ortho Clinical, une autre entreprise américaine de diagnostics médicaux, pour 6 milliards de dollars.